# Eva Feiler
Eva Feiler ist eine britische Schauspielerin, Off-Sprecherin und Synchronsprecherin bei Film, Theater und Fernsehen.

## Leben
Sie absolvierte die Guildhall School of Music and Drama in London.

## Karriere

### Theater
Bühnenerfahrungen sammelte sie am Theater unter anderem in Othello (2015) und Der Kaufmann von Venedig (2015). 2024 war sie im Drama Joanna Baillie neben Rachael Stirling in der Premierenbesetzung von April De Angelis als The Divine Mrs S. am Hampstead Theatre, unter der Regie von Anna Mackmin.

### Fernsehen
Bekannt wurde sie durch Ihre Rolle der jungen Margaret Thatcher in der 4ten Staffel der Fernsehserie The Crown. Feiler trat in der Fernsehserie Urban Legends der ersten Staffel in der Folge The Girl in the Mirror and spielte Joselyn O’Donnell in BBC One Krimiserie Father Brown.
2023 war sie im Christmas special der BBC One Serie Beyond Paradise als wiederkehrende Rolle der Krankenschwester Lucy zu sehen. 2024 wird sie in der neuen Staffel als Lucy wieder zu sehen sein.
2024 ist sie in der Hulu's Serie We Were the Lucky Ones zu sehen. Sie spielt die Jugendliebe Bella von Amit Rahav's Jakob Kurc.

### Off-Radio und Synchronsprecherin
2020 sprach sie in der BBC Radio 4 Serie The Archers die Rolle der Chloe.
Im Ego-Shooter Valorant spricht sie die Stimme von Killjoy.
Hörbücher sprach sie u. a. im Horror Audio Drama Warhammer Darkly Dreaming.

## Filmografie
- 2016: Urban Legends (Fernsehserie, 1 Episode)
- 2017: Father Brown (Fernsehserie, 1 Episode)
- 2021: The Crown (Fernsehserie)
- seit 2023: Beyond Paradise (Fernsehserie, 5 Episoden)
- 2024: We Were the Lucky Ones (Miniserie, 8 Episoden)